# William S. McArthur, Jr.
William Surles McArthur, Jr. est un astronaute américain né le 26 juillet 1951.

## Vols réalisés
- Columbia STS-58 (1993).
- Atlantis STS-74 (1995).
- Discovery STS-92 (2000).
- Il fut membre de l'Expedition 12 à bord de l'ISS, décollant le 2 octobre 2005 à bord d'un vaisseau Soyouz (vol Soyouz TMA-7), et séjournant jusqu'au 8 avril 2006.